# أندرس نيلسن
أندرس نيلسن (بالدنماركية: Anders Nielsen)‏ (28 سبتمبر 1986 في الدنمارك - ) هو لاعب كرة قدم دانمركي في مركز الدفاع. لعب مع آرهوس جمناستيك فورينينغ ونادي سوندرييسكه ونادي نايستفيد وKøge Boldklub ‏ وتوب أوس ونادي كويه ‏ وFC Roskilde ‏ وHusqvarna FF ‏.

## وصلات خارجية
- أندرس نيلسن على موقع قاعدة بيانات كرة القدم.إي يو (الإنجليزية)
- أندرس نيلسن على موقع Soccerway.com (الإنجليزية)